# 정읍 내장사지
내장사지(內藏寺址)은 대한민국 전북특별자치도 정읍시 내장동, 내장산에 있는 옛 내장사터이다. 1985년 8월 16일 전라북도의 기념물 제73호로 지정되었다.

## 개요
내장산에 있는 옛 내장사터로서, 『신증동국여지승람』에 의하면 ‘백련사는 내장사라고도 이르며 내장산에 있다.’라고 하였다.
백련사는 언제 세운 것인지 알 수 없으나 백제 의자왕 20년(660)에 유해선사가 세웠다고 한다. 조선시대의 명필인 추사 김정희가 '백련(白蓮)'을 '벽련사(碧蓮寺)'로 개칭하고, 현판을 써서 걸었으나 한국전쟁 때 소실되었다. 1925년 학명선사가 아미타불을 봉안한 극락보전을 고쳐짓고, 스님들이 생활하던 요사채와, 도량건물인 선원을 세웠으나 역시 한국전쟁 때 소실되었다.
현재 절터에는 연대를 알 수 없는 탑식으로 된 부도가 남아 있으며, 뒷쪽 암벽에 몽련당 김진민의 석란정(石蘭亭)이라는 글자가 새겨 있다.

## 참고 자료
- 내장사지 - 국가유산청 국가유산포털